# Agrypon macrurum
Agrypon macrurum là một loài tò vò trong họ Ichneumonidae.